# Caltagirone-keramiek
Caltagirone-keramiek (Italiaans: Cerámica di Caltagirone) is een soort aardewerk gemaakt in Caltagirone, in Sicilië. Dit aardewerk is een van de meest gedocumenteerde en stilistisch gevarieerde, maar ook een van de bekendste ter wereld.

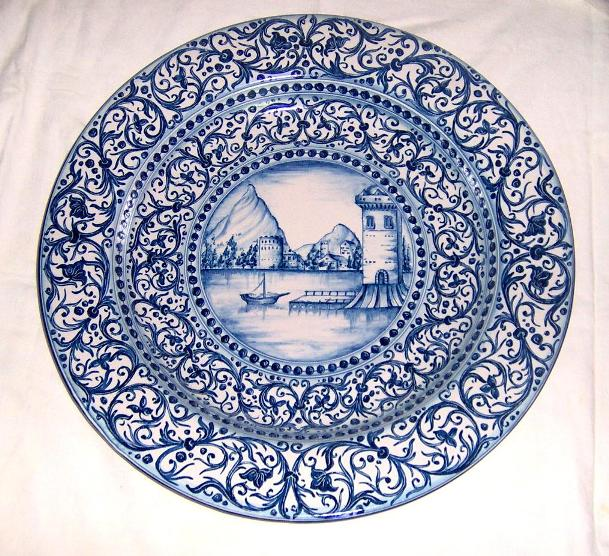
Fangotto in keramiek.

De historische kennis is gebaseerd op onderzoek dat is uitgevoerd naar aanleiding van de oprichting van het Keramiekmuseum, eerst aan de plaatselijke School voor Keramiek en vervolgens op haar eigen hoofdkantoor onder auspiciën van de Italiaanse Republiek en de regio Sicilië. Caltagirone is onderdeel van Val di Noto, door UNESCO uitgeroepen tot Werelderfgoed.

## Geschiedenis

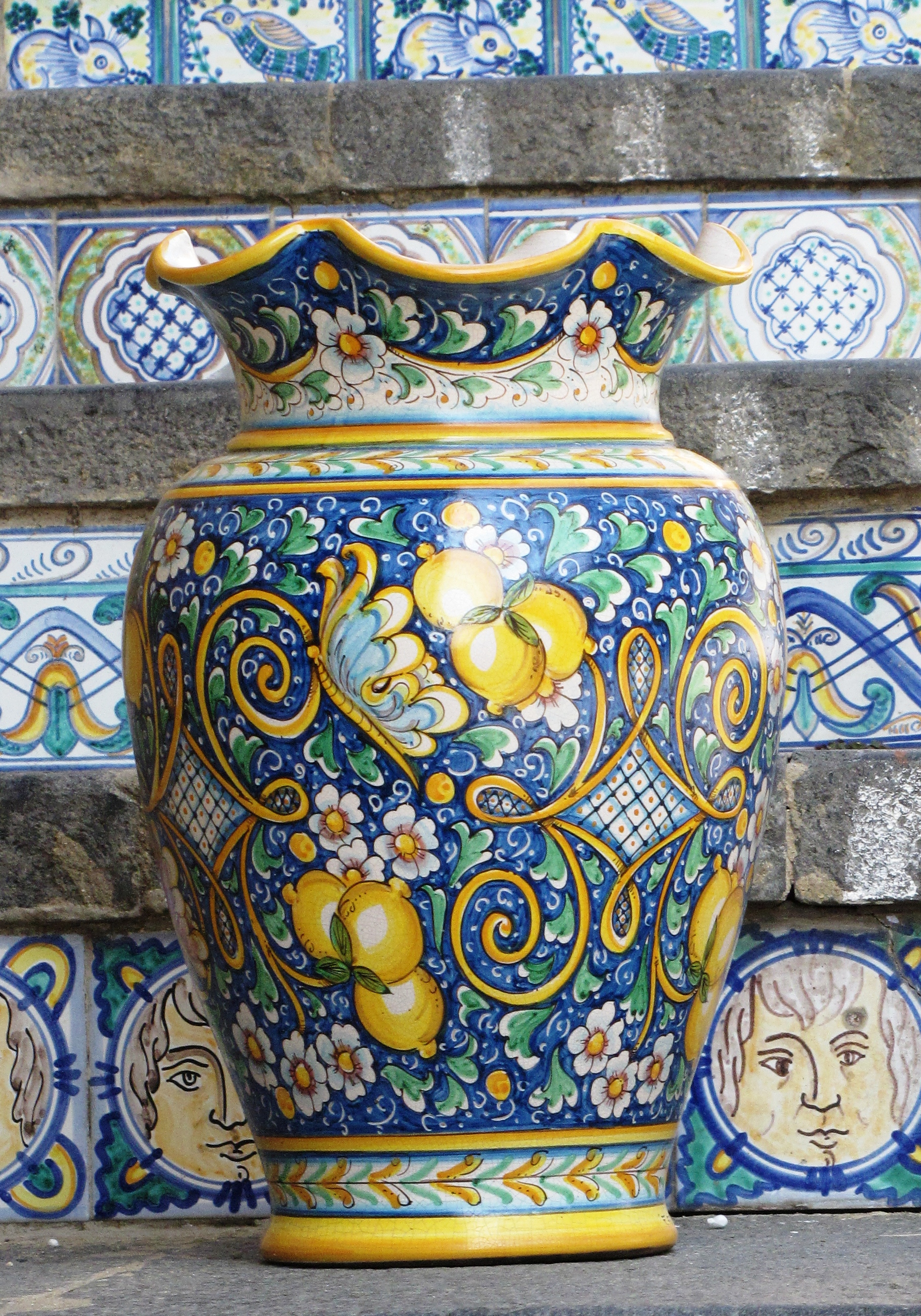
Keramiek vaas

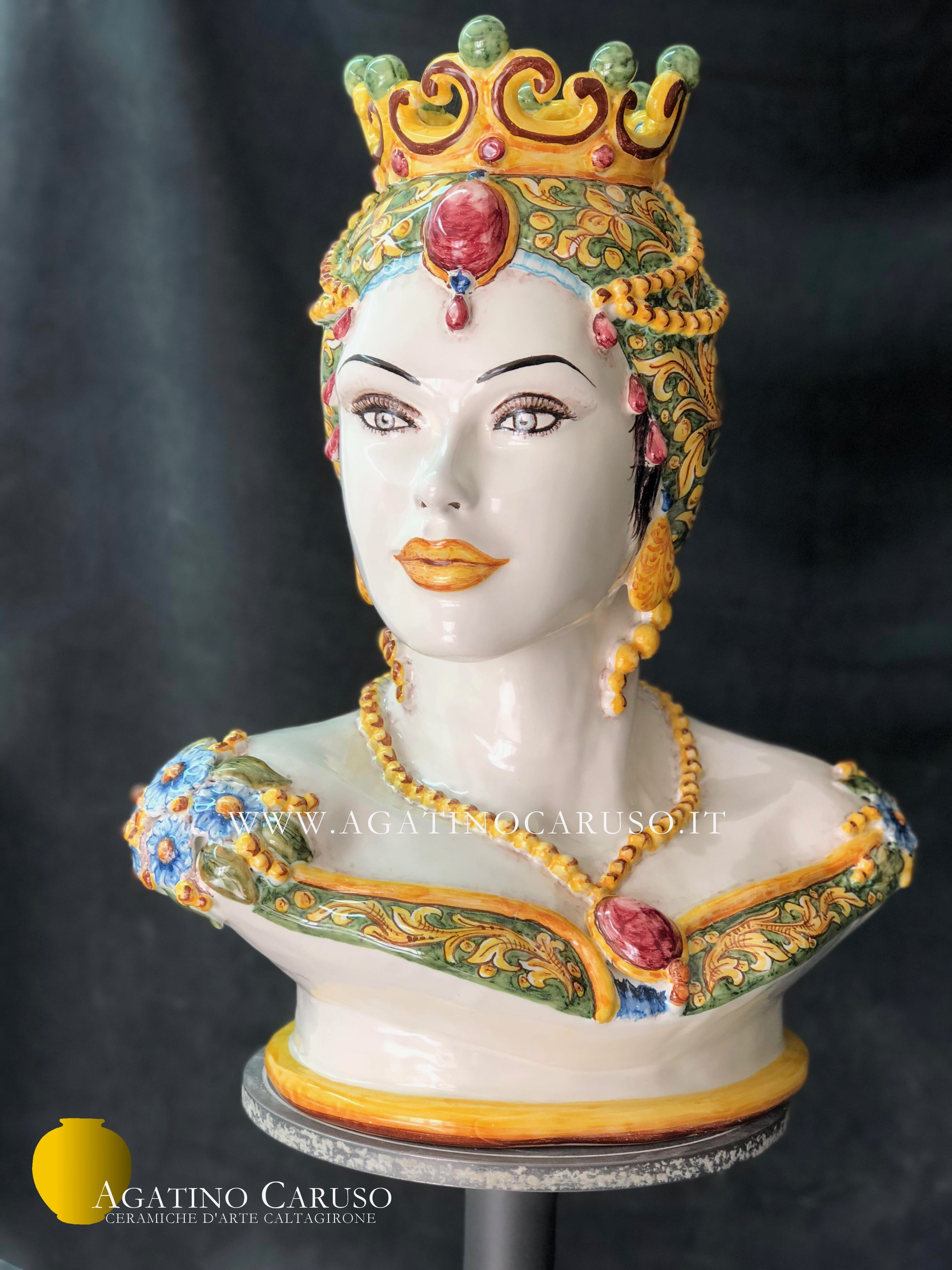
Een buste van Agatino Caruso

De archeologische gegevens die zijn verkregen tijdens de opgravingen die Paolo Orsi in het gebied van Caltagirone heeft uitgevoerd, bevestigen wat de jezuïet Giampaolo Chiarandà terloops schreef in zijn geschiedenis van de stad Piazza Armerina. Daar is de kunst van keramiek werd al beoefend "door vele pottenbakkers" voor de komst van de Arabieren in Sicilië.
De redenen waarom het keramiek van Caltagirone in de middeleeuwen een belangrijke boost kreeg, zijn niet alleen de kwaliteit van de klei, maar ook de nabijgelegen bossen die het brandhout leverden om de artefacten in ovens te bakken. De ‘quartare’ van Caltagirone die gebruikt werden om honing te bewaren, waren overal bekend, zoals de honingproductie die door de Arabische geograaf Edrisi werd genoemd. Ze worden ook vermeld in inventarissen van geschonken goederen, zoals die van 1596 door Don Matteo Calascibetta, baron van Costumino.
In Caltagirone zijn er ook enkele belangrijke educatieve centra gewijd aan keramiek. In 1918 richtte Don Luigi Sturzo het "State Institute of Art in Ceramics" op, waar hij ambachtslieden opleidde die deze lokale traditie konden voortzetten.

## Fluitjes
Een karakteristiek prehistorisch object bevindt zich in het Keramiekmuseum van Caltagirone, opgericht in 1965 en gehuisvest in het Teatrino del Bonaiuto. Het betreft een kenmerkend klinkend fluitje, waarschijnlijk gebruikt bij de jacht om vogels en andere dieren te lokken.

## Kerststallen

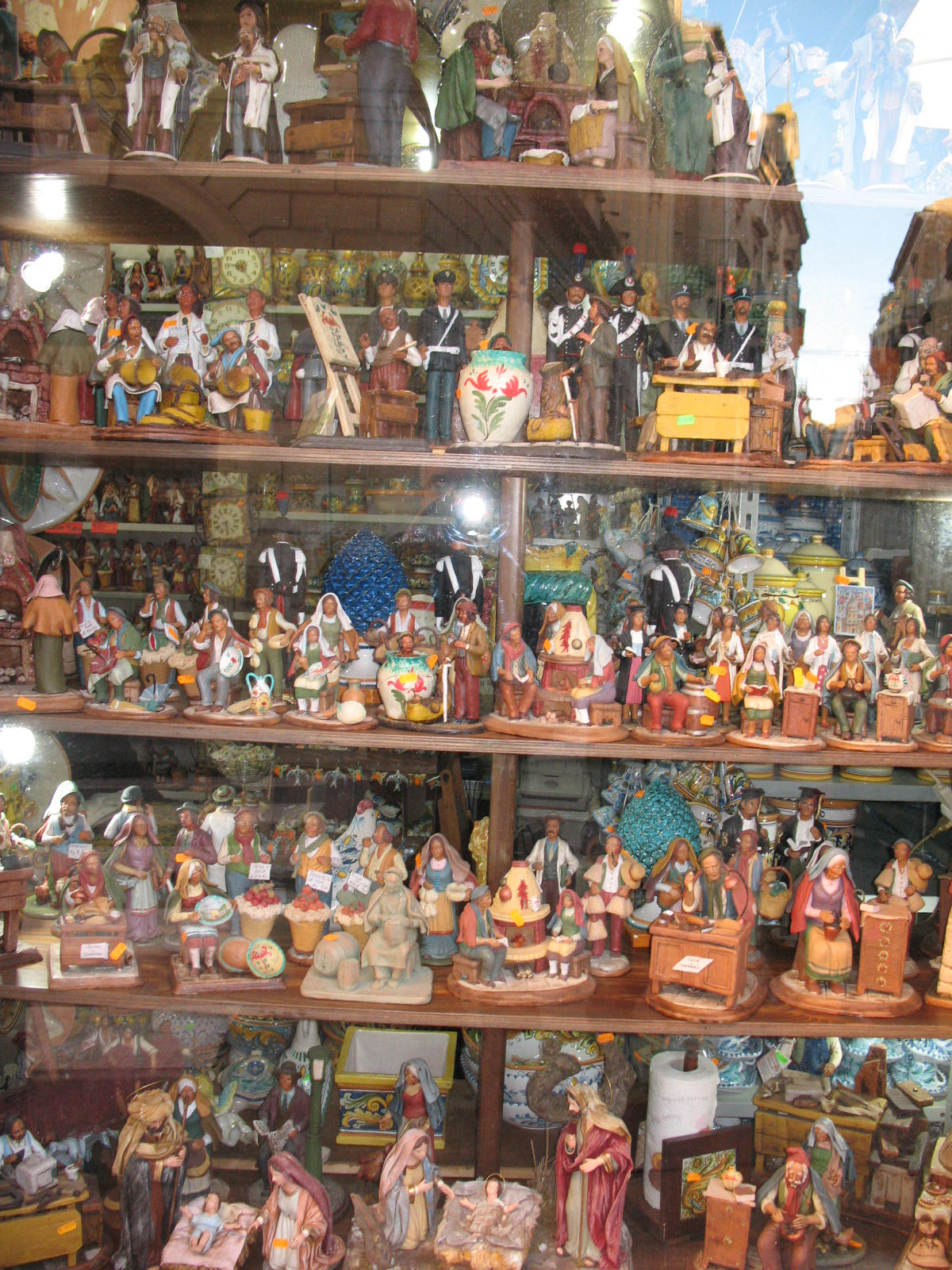
Beeldjes voor de kerststal

In Caltagirone dateren de eerste voorbeelden van keramische figuren voor de kerststal waarschijnlijk uit de middeleeuwen. In de 18e eeuw werkten Antonio Branciforte en Antonio Margioglio als "sanctarios", een categorie van ambachtslieden die beeldjes van de Heilge Familie en heiligen maakten voor kerststallen. De verspreiding van het ritueel gaat terug tot het begin van de 18e eeuw, toen families uit alle lagen van de bevolking met elkaar streden om de mooiste set of het meest gedetailleerde beeldje in de stad te maken. In feite zijn het de taferelen van het populaire, boeren- en pastorale leven. Aan het einde van de eeuw bereikte deze traditie een hoog artistiek niveau en bevorderde het toerisme in de stad Caltagirone.